# Thiotricha
Thiotricha (лат.) — род молевидных бабочек из семейства Моли выемчатокрылые (Gelechiidae).

## Распространение
Австралия, Афротропика, Неотропика, Ориентальная область, Палеарктика. Половина из 200 видов рода описаны из Китая.

## Описание
Мелкие молевидные бабочки (размах крыльев около 1 см). Морфологически разнообразны по рисунку крыльев и строению гениталий. Род определяется сочетанием следующих характеристик: самцы часто с длинными ресничками усиков и видоизменёнными лабиальными щупиками с длинными расширяющимися волосяными кистями на дорсальной поверхности, наличием группы волосовидных чешуек на вентральных поверхностях передних крыльях, отсутствием жилки Rs4; задняя шпора голеней задних ног не превышает 2/3 длины тарсомера I, коремата рудиментарная, ункус с мелкими шипами, крайнее основание вальвы часто сильно удлинённо и образует угол с юкстой. Максиллярные щупики 4-члениковые, оцеллии отсутствуют; губные щупики загнуты назад. Переднее крыло узкое.
- Thiotricha tenuis

## Систематика
Включает по разным данным около 200 видов. Род был впервые выделен в 1885 году английским энтомологом Эдвардом Мейриком (1854—1938). С 2013 включён в отдельное подсемейство Thiotrichinae. Ранее род рассматривался в составе разных подсемейств: Aristoteliinae, Pexicopiinae, Dichomeridinae или Gelechiinae.
В 2009 году Пономаренко без комментариев синонимизировал Thiotricha с Polyhymno. В 2013 году, Каршолт с соавторами (Karsholt et al. 2013) провели молекулярный и морфологический анализ типового вида Polyhymno longistrigella, сравнив его с Thiotricha, и пришли к выводу, что это разные валидные роды. Кроме того, их биология различается: гусеницы Polyhymno являются листопаутинными на бобовых, а личинки Thiotricha, насколько известно, делают портативный чехол и питаются цветами и семенами.
- Thiotricha acrantha Meyrick, 1908
- Thiotricha acronipha Turner, 1919
- Thiotricha acrophantis Meyrick, 1936
- Thiotricha albicephalata Walia and Wadhawan, 2004
- Thiotricha amphixysta Meyrick, 1929
- Thiotricha anarpastis Meyrick, 1927
- Thiotricha angelica Bradley, 1961
- Thiotricha animosella (Walker, 1864)
- Thiotricha anticentra Meyrick, 1904
- Thiotricha argyrea Turner, 1919
- Thiotricha arthrodes Meyrick, 1904
- Thiotricha attenuata Omelko, 1993
- Thiotricha atractodes Meyrick, 1922
- Thiotricha aucupatrix Meyrick, 1929
- Thiotricha balanopa Meyrick, 1918
- Thiotricha bullata Meyrick, 1904
- Thiotricha celata Omelko, 1993
- Thiotricha centritis Meyrick, 1908
- Thiotricha characias Meyrick, 1918
- Thiotricha chinochrysa Diakonoff, 1954
- Thiotricha chrysantha Meyrick, 1908
- Thiotricha chrysopa Meyrick, 1904
- Thiotricha cleodorella (Zeller, 1877)
- Thiotricha clepsidoxa Meyrick, 1929
- Thiotricha clidias Meyrick, 1908
- Thiotricha clinopeda Meyrick, 1918
- Thiotricha coleella (Constant, 1885)
- Thiotricha complicata Meyrick, 1918
- Thiotricha corylella Omelko, 1993
- Thiotricha crypsichlora Meyrick, 1927
- Thiotricha cuneiformis Meyrick, 1918
- Thiotricha delacma Meyrick, 1923
- Thiotricha dissobola Meyrick, 1935
- Thiotricha embolarcha Meyrick, 1929
- Thiotricha epiclista Meyrick, 1908
- Thiotricha eremita Bradley, 1961
- Thiotricha flagellatrix Meyrick, 1929
- Thiotricha fridaella Legrand, 1958
- Thiotricha fusca Omelko, 1993
- Thiotricha galactaea Meyrick, 1908
- Thiotricha galenaea Meyrick, 1908
- Thiotricha gemmulans Meyrick, 1931
- Thiotricha glenias Meyrick, 1908
- Thiotricha godmani (Walsingham, [1892])
- Thiotricha grammitis Meyrick, 1908
- Thiotricha hamulata Meyrick, 1921
- Thiotricha hemiphaea Turner, 1919
- Thiotricha hexanesa Meyrick, 1929
- Thiotricha hoplomacha Meyrick, 1908
- Thiotricha indistincta Omelko, 1993
- Thiotricha janitrix Meyrick, 1912
- Thiotricha laterestriata (Walsingham, 1897)
- Thiotricha leucothona Meyrick, 1904
- Thiotricha lindsayi Philpott, 1927
- Thiotricha majorella (Rebel, 1910)
- Thiotricha margarodes Meyrick, 1904
- Thiotricha melanacma Bradley, 1961
- Thiotricha microrrhoda Meyrick, 1935
- Thiotricha nephelodesma Meyrick, 1926
- Thiotricha nephodesma Meyrick, 1918
- Thiotricha niphastis Meyrick, 1904
- Thiotricha obliquata (Matsumura, 1931)
- Thiotricha obvoluta Meyrick, 1918
- Thiotricha oleariae Hudson, 1928
- Thiotricha operaria Meyrick, 1918
- Thiotricha orthiastis Meyrick, 1905
- Thiotricha oxygramma Meyrick, 1918
- Thiotricha oxyopis Meyrick, 1927
- Thiotricha oxytheces Meyrick, 1904
- Thiotricha pancratiastis Meyrick, 1921
- Thiotricha panglycera Turner, 1919
- Thiotricha paraconta Meyrick, 1904
- Thiotricha parthenica Meyrick, 1904
- Thiotricha polyaula Meyrick, 1918
- Thiotricha pontifera Meyrick, 1932
- Thiotricha prosoestea Turner, 1919
- Thiotricha prunifolivora Ueda & Fujiwara, 2005
- Thiotricha pteropis Meyrick, 1908
- Thiotricha pyrphora Meyrick, 1918
- Thiotricha rabida Meyrick, 1929
- Thiotricha rhodomicta Meyrick, 1918
- Thiotricha rhodopa Meyrick, 1908
- Thiotricha saulotis Meyrick, 1906
- Thiotricha scioplecta Meyrick, 1918
- Thiotricha sciurella (Walsingham, 1897)
- Thiotricha scotaea Meyrick, 1908
- Thiotricha strophiacma Meyrick, 1927
- Thiotricha subocellea (Stephens, 1834)
- Thiotricha symphoracma Meyrick, 1927
- Thiotricha synacma Meyrick, 1918
- Thiotricha syncentritis Meyrick, 1935
- Thiotricha synodonta Meyrick, 1936
- Thiotricha tenuis (Walsingham, 1891)
- Thiotricha termanthes Meyrick, 1929
- Thiotricha tethela Bradley, 1961
- Thiotricha tetraphala Meyrick, 1885
- Thiotricha thorybodes Meyrick, 1885typus
- Thiotricha trapezoidella (Caradja, 1920)
- Thiotricha trichoma (Caradja, 1920)
- Thiotricha tylephora (Meyrick, 1935)
- Thiotricha wollastoni (Walsingham, 1894)
- Thiotricha xanthaspis Meyrick, 1918
- Thiotricha xanthodora Meyrick, 1923

### Дополнение (2024)
В 2024 году были описаны ещё 84 новых вида из Китая